# پای آمریکایی (ترانه)
«پای آمریکایی» (به انگلیسی: American Pie) ترانهای از خواننده و ترانه‌سرای آمریکایی دان مکلین است. این ترانه در آلبوم پای آمریکای ضبط و منتشر شد. نسخه تکی این ترانه چهار هفته در سال ۱۹۷۲ آهنگ شماره یک در ایالات متحده آمریکا بود و همچنین در کشورهای استرالیا، کانادا و نیوزلند نیز به صدر جدول لیست آهنگ‌ها رسید.

## جدول‌های موسیقی
| جدول (۱۹۷۱–۱۹۷۲)                       | بهترین جایگاه |
| -------------------------------------- | ------------- |
| استرالیا (گزارش موسیقی کنت)            | ۱             |
| بلژیک (اولتراتاپ ۵۰ فلاندرز)           | ۲۶            |
| تک‌آهنگ‌های برتر کانادا (آرپی‌ام)         | ۱             |
| موسیقی معاصر بزرگسالان کانادا (آرپی‌ام) | ۱             |
| ایرلند (ایرما)                         | ۷             |
| نیوزیلند (لیسنر)                       | ۱             |
| نروژ (وی‌جی-لیستا)                      | ۹             |
| جدول تک‌آهنگ‌های اسپانیا                 | ۹             |
| تک‌آهنگ‌های بریتانیا (اوسی‌سی)            | ۲             |
| بیلبورد هات ۱۰۰ ایالات متحده           | ۱             |
| بزرگسالان معاصر ایالات متحده (بیلبورد) | ۱             |
| آلمان غربی (جدول‌های رسمی آلمان)        | ۹             |

| جدول (۱۹۷۲)                       | جایگاه |
| --------------------------------- | ------ |
| استرالیا (گزارش موسیقی کنت)       | ۴      |
| تک‌آهنگ‌های برتر کانادا (آرپی‌ام)    | ۱      |
| تک‌آهنگ‌های بریتانیا (اوسی‌سی)       | ۱۱     |
| ۱۰۰ آهنگ داغ بیلبورد ایالات متحده | ۳      |

| جدول (۱۹۵۸–۲۰۱۸)                  | جایگاه |
| --------------------------------- | ------ |
| ۱۰۰ آهنگ داغ بیلبورد ایالات متحده | ۲۱۰    |

## گواهینامه‌ها
| منطقه                                   | گواهی     | واحد گواهی‌شده/فروش |
| --------------------------------------- | --------- | ------------------ |
| کانادا (میوزیک کانادا)                  | ۵× پلاتین | ۴۰۰٬۰۰۰            |
| بریتانیا (بی‌پی‌آی)                       | پلاتین    | ۶۰۰٬۰۰۰            |
| ایالات متحده (آرآی‌ای‌ای)                 | ۳× پلاتین | ۳٬۰۰۰٬۰۰۰          |
| رقم فروش+پخش جاری تنها بر پایهٔ گواهی‌ها. |           |                    |